# Boran Kuzum
Boran Kuzum (ur. 1 października 1992 w Ankarze) – turecki aktor filmowy i telewizyjny.

## Życiorys
Urodził się w Ankarze. Jego ojciec jest zastępcą kierownika w Państwowym Teatrze w Ankarze, a matka studiowała edukację artystyczną. Przez rok Boran studiował ekonomię na Uniwersytecie Ankara Gazi, ale przeniósł się do szkoły teatralnej. W 2015 ukończył studia teatralne na Państwowym Konserwatorium w Stambule. Podczas studiów grał w sztukach teatralnych i filmach krótkometrażowych. 
Po zakończeniu szkoły szybko zwrócił na siebie uwagę. W tym samym roku zagrał protektora farmaceutę Suata w 6. odcinkach serialu Analar ve Anneler wraz z Okanem Yalabikiem. Rok później wystąpił jako sułtan Mustafa I Szalony w 10 odcinkach serialu Wspaniałe stulecie: Sułtanka Kösem.
Największy rozgłos przyniosła mu rola greckiego porucznika Leona w serialu Zraniona miłość (Vatanım Sensin), emitowanym także w Polsce.
Wystąpił także w reklamach: Coca-Coli (2013) i Adidasa (2018).
W 2017 zagrał w pełnometrażowym filmie - komedii sensacyjnej Cingöz Recai  u boku Kenana İmirzalıoğlu i Meryem Uzerli.

## Filmografia
Filmy
- 2017: Cingöz Recai jako Cüneyt
- 2020: Oto właśnie my jako Emrah

Seriale
- 2016: Wspaniałe stulecie: Sułtanka Kosem jako Mustafa I Szalony
- 2016-2018: Zraniona miłość jako porucznik Leon
- 2015: Analar ve Anneler jako Suat
- 2018: Şahin Tepesi jako Efe Akdora
- 2020: Saygı jako Savaş

Filmy krótkometrażowe
- 2014: Bir Adam Yaratmak
- 2012: Aşka Dokunmak